# Trò chơi gia tăng

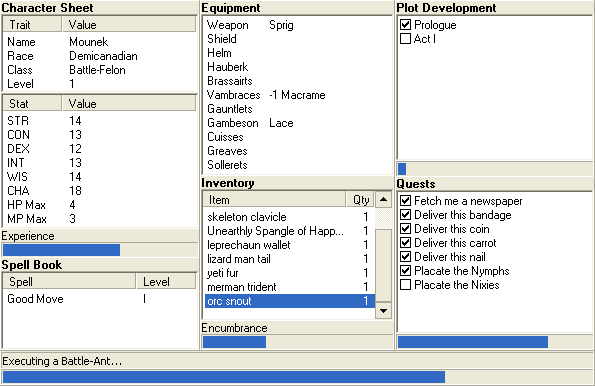
Progress Quest (2002), được xem là trò chơi nhàn rỗi đầu tiên

Trò chơi gia tăng (tiếng Anh: incremental game), còn được gọi là trò chơi nhấn, trò chơi nhấp chuột (trên máy tính) hoặc trò chơi chạm (trong các trò chơi di động), là những trò chơi video mà lối chơi bao gồm việc người chơi thực hiện các hành động đơn giản như nhấp lên màn hình một cách lặp đi lặp lại. Việc "cày" này giúp người chơi kiếm được tiền tệ trong trò chơi, tiền tệ này có thể được sử dụng để tăng tỷ lệ thu thập tiền tệ. Trong một số trò chơi, thậm chí việc nhấp trở nên không cần thiết tại một số thời điểm, vì trò chơi sẽ tự chơi, ngay cả khi người chơi không có mặt, vì vậy còn có tên gọi là trò chơi nhàn rỗi hoặc trò chơi rảnh tay (idle game).

## Cơ chế

### Tiến triển mà không có tương tác, hoặc tương tác rất hạn chế
Trong một trò chơi gia tăng, người chơi thực hiện các hành động đơn giản, thường là nhấp vào một nút hoặc đối tượng và nhận được tiền tệ như phần thưởng. Người chơi có thể sử dụng tiền tệ để mua các vật phẩm hoặc khả năng cho phép người chơi kiếm tiền nhanh hơn hoặc tự động mà không cần thực hiện hành động ban đầu. Một chủ đề phổ biến là cung cấp cho người chơi các nguồn thu nhập được hiển thị dưới dạng các tòa nhà như nhà máy hoặc trang trại. Những nguồn này tăng tỷ lệ sản xuất tiền tệ, nhưng những nguồn cấp cao hơn thường có giá cao hơn theo cấp số nhân, vì vậy việc nâng cấp giữa các cấp độ thường mất thời gian tương tự hoặc thậm chí càng ngày càng lâu hơn.
Cơ chế này mang lại một trải nghiệm ít áp lực (người chơi không cần phải chơi liên tục), không có điều kiện thua, và sự tăng trưởng và phản hồi liên tục, lý tưởng cho các kiểu chơi trên mạng xã hội hoặc trên thiết bị di động, và thường dẫn đến tỷ lệ giữ chân người chơi rất cao. Nó thường dựa vào tăng trưởng theo cấp số nhân (hoặc có thể là tăng trưởng theo đa thức bậc cao), vốn bị hạn chế bởi quy luật hiệu suất giảm dần.

### Tăng trưởng nhanh
Sự tăng trưởng nhanh chóng của chi phí, sức mạnh và phần thưởng là điều làm cho trò chơi gia tăng thú vị và đầy thoả mãn. Các trò chơi gia tăng thường xuyên kết hợp các con số rất lớn trong việc tính toán phần thưởng/sức mạnh, sử dụng ký hiệu khoa học (1x1034), ngắn gọn (1M, 1T, v.v.), viết tắt (1a, 1b, 1aa, 1ab), hoặc từ mới được sáng tạo (ví dụ "duoquadragintillion"), đôi khi làm cho việc ghi lại điểm cao trở thành một vấn đề đối với máy chủ.
Bản chất của cơ chế này liên quan đến một vòng lặp: người chơi đăng nhập, tiêu hết tiền tệ của họ và đăng xuất trong vài giờ. Điều này tương tự (hoặc thậm chí là xuất phát từ) khái niệm "tiền tệ năng lượng" trong các trò chơi xã hội, nơi người chơi nhận được một năng lượng mỗi giờ. Khác biệt là trong các trò chơi nhàn rỗi này, cơ chế này là tự nhiên, trong khi trong các trò chơi xã hội khác, nó là được tạo ra để hạn chế người chơi.
Cơ chế này có thể được chấp nhận hơn đối với những người chơi chính không thích trò chơi xã hội. Nó kết hợp với hộp thoại trong thế giới thực (ví dụ: "Tôi hết tiền; tôi cần trở lại khi tôi có nhiều hơn.") và mang lại cho người chơi nhiều sự kiểm soát hơn về quyết định của họ.

### Nhiều mục tiêu và thành tựu
Cơ chế này cung cấp những khoảnh khắc vui vẻ trải dài trong suốt quá trình chơi, nhằm chống lại cảm giác nhàm chán. Cơ chế này cũng có thể liên quan đến cơ chế trước đó của việc cung cấp sức mạnh/phần thưởng hơn khi đạt được mục tiêu hoặc thành tựu, điều này dẫn đến quyết định tối ưu và hướng đi có ý nghĩa.

### New Game Plus
Là một cơ chế trong giai đoạn cuối của trò chơi hoặc cơ chế nâng cao, một số trò chơi có hệ thống dựa trên việc thiết lập lại hoặc "New Game Plus", thuật ngữ được đặt bởi Chrono Trigger (1995), nơi người chơi thiết lập lại tiến trình trò chơi của họ và đạt được một loại tiền tệ khác (prestige). Loại tiền tệ mới này thường được sử dụng để nhận các phần thưởng chung mà không biến mất sau một lần thiết lập lại, cho phép người chơi tiến xa hơn so với lần thiết lập lại trước đó, hoặc để người chơi chơi lại trò chơi với sức mạnh lớn hơn, thường với một số lựa chọn khi khởi động lại. Điều này cuối cùng sẽ tạo ra một vòng lặp không giới hạn của trò chơi và nhiều chiến lược chơi khác nhau. Nó tạo ra một lớp lặp khác: người chơi chơi từ đầu. Tap Titans (2014, bởi Game Hive) là một trong những trò chơi tiên phong của cơ chế prestige trong các trò chơi di động.
Cơ chế này thường là tùy chọn; người chơi có thể chọn "prestige" khi họ cảm thấy họ đã chạm tới một "bức tường" và cảm thấy tiến trình của họ đang bị chậm lại (so với chi phí). Cơ chế này mang lại cho người chơi cảm giác tiến triển nhanh chóng, mà cảm giác này rất đáng được thưởng thức. Một số trò chơi bao gồm nhiều tầng prestiging, từ đó tạo ra nội dung mới, siêu tiền tệ hoặc lối chơi khả dụng. Realm Grinder bởi Divine Games (2015), giới thiệu việc từ bỏ, tái sinh và thăng cấp.

### Kết thúc mở hoặc vòng lặp đóng
Các trò chơi gia tăng khác nhau về việc có điều kiện chiến thắng hay không: như trong trò chơi Cookie Clicker, người chơi có thể chơi mãi mãi, trong khi các trò chơi như Candy Box! hoặc Universal Paperclips có các kết thúc có thể đạt được sau một số tiến trình nhất định.

### Kiếm tiền
Được tiên phong bởi trò chơi AdVenture Capitalist, nhà phát triển có thể bán các tính năng tăng cường cao cấp như thu nhập tiền tệ nay lập tức (thường là một phần trăm của tỷ lệ thu nhập hiện tại) hoặc đôi khi được gói gọn dưới dạng "time-warp" (đạt ngay x giờ thu nhập tương lai), bội số tăng cường vĩnh viễn sau mỗi lần trở lại ban đầu, trở lại ngay sau khi nâng cấp, bảo vệ chống lại các sự kiện xấu, hệ thống gacha (rút thăm ngẫu nhiên để nhận nhân vật hoặc phần thưởng vĩnh viễn), và tiền tệ sự kiện.
Mặt khác, họ cũng có thể cung cấp quảng cáo để người chơi nhận được phần thưởng nhỏ, chẳng hạn như một khoản tiền nhỏ, gấp đôi thu nhập ngoại tuyến, một lượng nhỏ tiền tệ cao cấp, tăng cường mạnh trong thời gian ngắn/tăng cường nhỏ trong thời gian trung bình, điểm thăng cấp bổ sung sau mỗi lần nâng cấp, giảm trạng thái xấu, v.v.

## Lịch sử

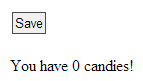
Candy Box!, một tiền thân của Cookie Clicker

Theo Anthony Pecorella trong các cuộc nói chuyện tại hội nghị GDC của anh ấy, trò chơi nhàn rỗi đầu tiên được xem là Progress Quest (2002) bởi Eric Fredriksen, đây là một trò chơi nhại lại các chỉ số và tự động tấn công của MMORPG. Anh ấy lập luận rằng Kongregate là nền tảng ban đầu cho thể loại này, vì một số người chỉ muốn trò chuyện, vì vậy, trò chơi đầu tiên của thể loại này có tựa đề thích hợp là Kongregate Chat (24 tháng 7 năm 2007, bởi John Cooney), trong đó trò chơi chỉ tự chạy và mọi người chỉ trò chuyện trong phần trò chuyện của trò chơi. Trong khi một trong những trò chơi nhàn rỗi trực quan đầu tiên ("RPG sơ khai" theo Pecorella) là Ayumilove's HackerStory v1 (2008, bởi Ayumilove), vốn là một trò nhại lại việc quét bot trong trò chơi Maple Story, một trò chơi MMORPG nổi tiếng của Hàn Quốc lúc bấy giờ.
Những người tiên phong đầu tiên của trò chơi nhàn rỗi cũng thấy một số trò chơi nhại lại trò chơi nhàn rỗi, chẳng hạn như Anti-Idle (2009, bởi tukkun) có cả yếu tố của trò chơi hoạt động và trò chơi nhàn rỗi, đồng thời cực kỳ phức tạp, nội dung phong phú và được cập nhật liên tục; nó đã giúp phổ biến thể loại này. Một trò chơi nhàn rỗi trên nền tảng Facebook, được gọi là Cow Clicker (2010, bởi Ian Bogost), mà theo tác giả, "một lý thuyết châm biếm và có thể chơi được về các trò chơi xã hội vào thời đại đó,... Các trò chơi trên Facebook đã chắt lọc được bản chất của chúng.", là người đầu tiên nhận được sự chú ý của giới truyền thông chính thống. Một trò chơi nhại lại trò chơi nhàn rỗi khác (và nhại lại chủ nghĩa tư bản) có tên AdVenture Capitalist (2015, bởi Cody Vigue / Hyper Hippo Games) cũng đạt được thành công như một trò chơi trên trình duyệt và sau đó đã được cung cấp trên nhiều nền tảng. Đây là một trong những trò chơi đầu tiên triển khai kiếm tiền cũng như thu nhập ngoại tuyến tính toán tiến trình của người chơi trong thời gian họ ngoại tuyến, không giống như các trò chơi nhàn rỗi dựa trên trình duyệt trước đây chỉ chạy khi mở trong cửa sổ trình duyệt.
Một số trò chơi nhàn rỗi không đi theo kết thúc vô hạn mà thay vào đó chọn kết thúc hữu hạn, giống như dựa trên khám phá và giải đố hơn, chẳng hạn như A Dark Room (2013, bởi Doublespeak Games) và Candy Box! (2013, bởi aniwey).
Trò chơi gia tăng đã trở nên phổ biến vào năm 2013 sau thành công của Cookie Clicker, mặc dù các trò chơi trước đó như Cow Clicker và Candy Box! đều dựa trên cùng một nguyên tắc. Make It Rain (2014, bởi Space Inch) là trò chơi nhàn rỗi lớn đầu tiên trên thiết bị di động thành công, mặc dù các yếu tố nhàn rỗi trong trò chơi bị hạn chế nhiều, yêu cầu check-in để tiến triển. Vào năm 2015, giới báo chí về trò chơi điện tử đã quan sát thấy những trò chơi như vậy phát triển nhanh chóng trên nền tảng phân phối Steam với các tựa game như Clicker Heroes (2014, bởi Playsaurus).
Các trò chơi nhàn rỗi khác đã trở thành cổ điển bao gồm Sandcastle Builder (2013, bởi Eternal Density) dựa trên truyện tranh xkcd 1190: Time, Sharky Clicker (2014, bởi Cirr), Crank (bởi FaeDine), và Kitten Game (2014, bởi Bloodrizer).
Trong quá trình phát triển của thể loại này, khả năng kiếm tiền (thông qua quảng cáo hoặc các chỗ khác), nội dung cao cấp và các cơ chế trò chơi khác đang dần được thêm vào.

## Đón nhận
Nathan Grayson của Kotaku đã cho rằng sự phổ biến của các trò chơi nhàn rỗi đến từ khả năng cung cấp sự giải trí không đòi hỏi quá nhiều thách thức, phù hợp với thói quen hàng ngày của một người, trong khi sử dụng các chủ đề và tính thẩm mỹ của các trò chơi phức tạp hơn để hấp dẫn những người chơi chính. Grayson cũng nhận xét rằng thể loại này cho phép một loạt cơ chế và chủ đề trò chơi khác nhau, chẳng hạn như kỳ ảo, khoa học viễn tưởng và nội dung kích dục, nhằm cung cấp đủ chiều sâu về mặt cảm nhận để tránh làm người chơi nhàm chán.
Justin Davis của IGN mô tả thể loại này như được điều chỉnh để tạo ra một cảm giác không ngừng của việc tăng lên, khi các nâng cấp và vật phẩm đắt đỏ trở nên có sẵn một cách nhanh chóng, chỉ để trở nên tầm thường và bị thay thế bằng những thứ khác. Điều này dẫn đến việc người chơi cảm thấy mạnh mẽ và yếu đuối cùng một lúc trong việc theo đuổi sự tiến triển theo cấp số nhân.
Julien "Orteil" Thiennot (người sáng tạo của các trò chơi như Cookie Clicker) miêu tả những tác phẩm của mình là "không phải trò chơi". Vào đầu năm 2014, Orteil đã phát hành phiên bản sớm của Idle Game Maker, một công cụ cho phép tạo ra các trò chơi nhàn rỗi tùy chỉnh mà không cần kiến thức về lập trình.
Bình luận về tính chất giễu nhại của thể loại này, Pecorella nhận xét rằng "[trò chơi nhàn rỗi] là một thể loại gần như không muốn tồn tại; đó là một trò đùa, mặc dù vậy, nó vẫn tiếp tục thành công", và về các trò chơi nhàn rỗi phổ biến nói chung, "rất nhiều trong số này chỉ là bảng tính được trang trí với một số cơ chế thú vị trong đó."

## Ảnh hưởng
Thể loại trò chơi nhàn rỗi theo nhiều cách đã ảnh hưởng đến các thể loại khác. Pecorella (2015) đã xác định một số thể loại bao gồm các yếu tố nhàn rỗi trong cơ chế của chúng:
- Trò chơi xã hội và chiến lược thời gian thực: Hay Day, Mafia Wars, Game of War
- MMORPG Trung Quốc (bỏ qua phần đầu trò chơi thông qua "chế độ AFK" và đi thẳng đến phần cuối trò chơi): Mythborne sử dụng chế độ đường dẫn tự động, Wartune, trong số những trò chơi khác

Trò chơi bắn súng, trò chơi nhập vai và các thể loại khác cũng bắt đầu giới thiệu các trò chơi nhàn rỗi nhỏ hoặc vòng lặp prestige ngắn bên trong, trong khi một số giới thiệu tiến trình ngoại tuyến để lôi kéo người chơi quay trở lại, cho phép kết hợp các thể loại, từ trò chơi nhịp điệu nhàn rỗi đến trò chơi nhập vai, đến trò chơi giải đố và mô phỏng hẹn hò.

## Auto clicker
Một auto clicker là một phần mềm tự động hoặc một macro thường được sử dụng để tự động hóa quá trình nhấp chuột (hoặc chạm) trong các trò chơi nhàn rỗi. Một số trò chơi nhàn rỗi sử dụng việc nhấp chuột như một phương pháp để thu thập tiền tệ khi hoạt động (để bổ sung cho phần nhàn rỗi), và người chơi đôi khi có thể sử dụng một auto clicker để tự động hóa phần này, từ đó có được tài nguyên/tiền tệ nhanh hơn. Pecorella, trong bài nói chuyện tại hội nghị GDC năm 2016, lập luận rằng auto clicker được coi là cần thiết đối với bất kỳ người chơi trò chơi nhàn rỗi "nghiêm túc" nào và rằng điều này không phải là gian lận, mà thay vào đó là một sự khám phá về một sai lầm trong thiết kế.

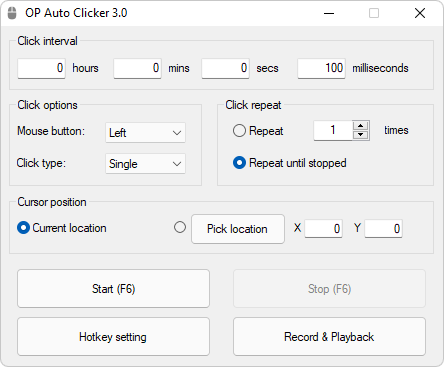
Một ví dụ về phần mềm auto clicker